# Курудер
Куруде́р (укр. Курудер) — левый приток реки Сарата, расположенный на территории Саратского районов (Одесская область, Украина). На топографической карте указано название Балка Курудера.

## География
Длина — 13 км. Площадь бассейна — 129 км². Русло реки (отметки уреза воды) в среднем течении () находится на высоте м над уровнем моря[уточнить]. Русло на протяжении всей длины пересыхает. На реке создано водохранилище (севернее села Плахтиевка).
Берет начало севернее села Плахтиевка. Река течёт на юго-запад. Впадает в реку Сарата (на 39-м км от её устья) севернее пгт Сарата.
Притоки: (от истока к устью) 
1. балка Чумакова пр
2. Болгарские Скалы л

Населённые пункты (от истока к устью):
1. Плахтиевка